# Volkswagen Eos
La Volkswagen Eos è un'autovettura Coupé-Cabriolet 4 posti costruita dalla casa automobilistica tedesca Volkswagen ed è stata prodotta dal 19 maggio 2006 fino a marzo del 2015; era in commercio fino al 2016.

## Storia
La Eos prende il suo nome da Eos, dea greca del vento e dell'alba.
Progettata dallo studio Volkswagen Design in Wolfsburg capitanata da Peter Schreyer trae le sue linee dall'ingegno del designer slovacco Robert Lesnik.

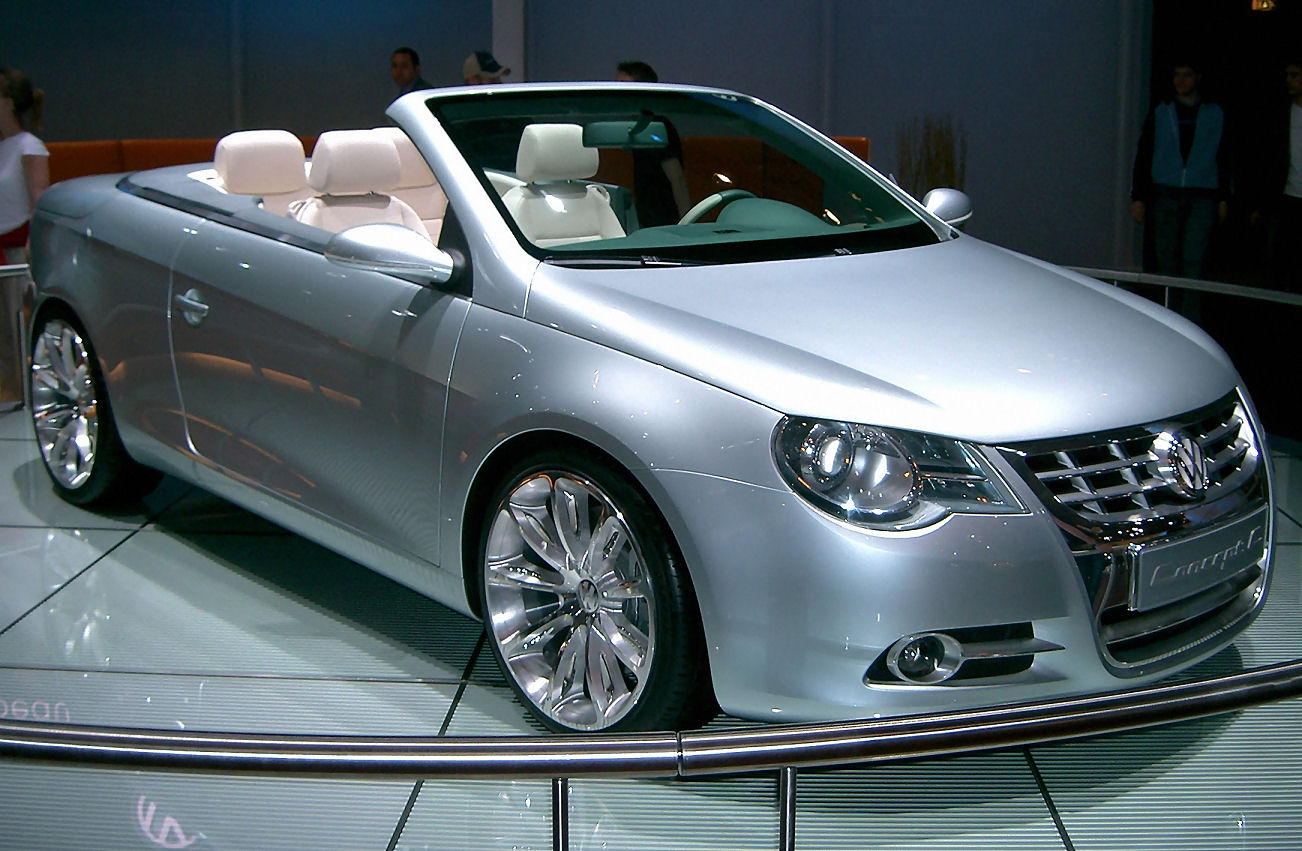
La Volkswagen Concept C

Nel 2003 la Volkswagen presentò al Salone dell'auto di Francoforte IAA e a Ginevra al motor show la Concept C, un prototipo di coupé-cabriolet che anticipò la Eos definitiva, presentata per la prima volta sempre a Francoforte nel 2005 e a Los Angeles nel 2006. La produzione partì all'inizio del 2006 ed avveniva a Quinta do Anjo - Palmela in Portogallo, in una modernissima ed avanzatissima fabbrica AutoEuropa ove trovavano i loro natali anche la Volkswagen Scirocco, la Sharan e la Seat Alhambra. Nel 2008 avviene il primo restyling che riguarda pochi elementi come per esempio gli specchi retrovisori esterni che divengono come quelli della Golf VI (6ª serie). Il 7 ottobre del 2010 la Volkswagen presenta un nuovo restyling, questa volta molto più evidente. La nuova versione entra in commercio nel 2011 e presentava nuovi gruppi ottici anteriori e posteriori, paraurti, calandra, spoiler, interni e strumentazione ridisegnati, in linea con il family feeling VW del periodo. Esce dai listini italiani nel 2013. L'ultima Eos prodotta lascia la fabbrica nel marzo del 2015. Un numero limitato di modelli base è stato esportato nel mercato USA fino al 2016.

## Caratteristiche
È un modello a sé stante progettato per essere una cabriolet e non derivato da versioni chiuse come spesso accade. È basata solo in parte sulla Golf V (PQ 35) da cui riprende l'interasse delle ruote. Dalla Passat prende il pianale (PQ 46), la meccanica e alcuni componenti.

### Tetto

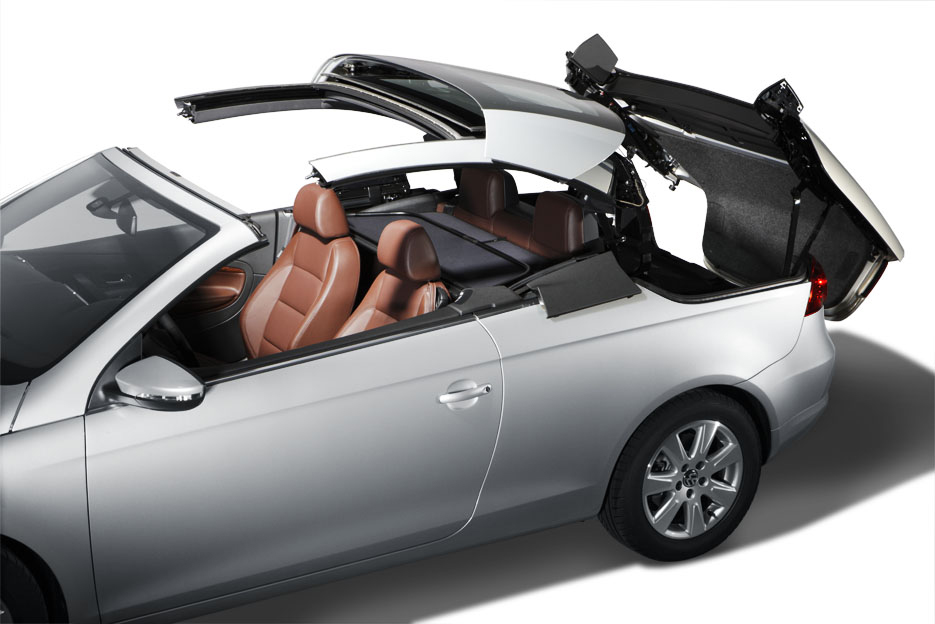
Apertura del tetto

Il tetto apribile CSC prodotto dalla OASYS, una sussidiaria della Webasto (Austria), è composto da 5 parti. Si richiude ritraendosi elettricamente nel bagagliaio in 25 secondi. Formato da acciaio, cristallo e vetroresina ha una particolarità che sulle altre vetture coupé-cabriolet non è presente: offre la possibilità di aprire anche solo la parte scorrevole ed inclinabile in cristallo, indipendentemente dagli altri elementi del tetto. In pratica può avere tre configurazioni: tutto chiuso, tutto aperto o aperto solo in parte tramite il tettuccio. Nelle due configurazioni aperte è disponibile un frangivento anteriore ripiegabile a scomparsa che minimizza i frusci alle alte velocità. La complessità del sistema tetto composto da motori elettro-idraulici, sistemi meccanici, guarnizioni, grondaie e scarichi è unica e richiede un'attenta manutenzione atta a preservare l'impermeabilità e la scorrevolezza del sistema. Per eseguire la manutenzione, le riparazioni e l'allineamento del tetto la Volkswagen istituì appositi corsi interni per i loro meccanici. Nel 2009/2010 furono modificate alcune caratteristiche del tetto atte a migliorarne il deflusso delle acque.

### Sicurezza
La Eos è dotata di un sistema che nel caso di ribaltamento aziona due barre metalliche che fuoriescono dai poggiatesta posteriori e preservano i passeggeri (Roll Over Protection).
Le portiere sono dotate di barre anti-intrusione e si bloccano appena l'auto si mette in movimento.
È dotata inoltre di 4 Airbag, di cui quello lato passeggero nel cruscotto disattivabile tramite chiave nel portaoggetti anteriore. (Per l'uso di una culla per neonati.)

### Abitacolo e Interni

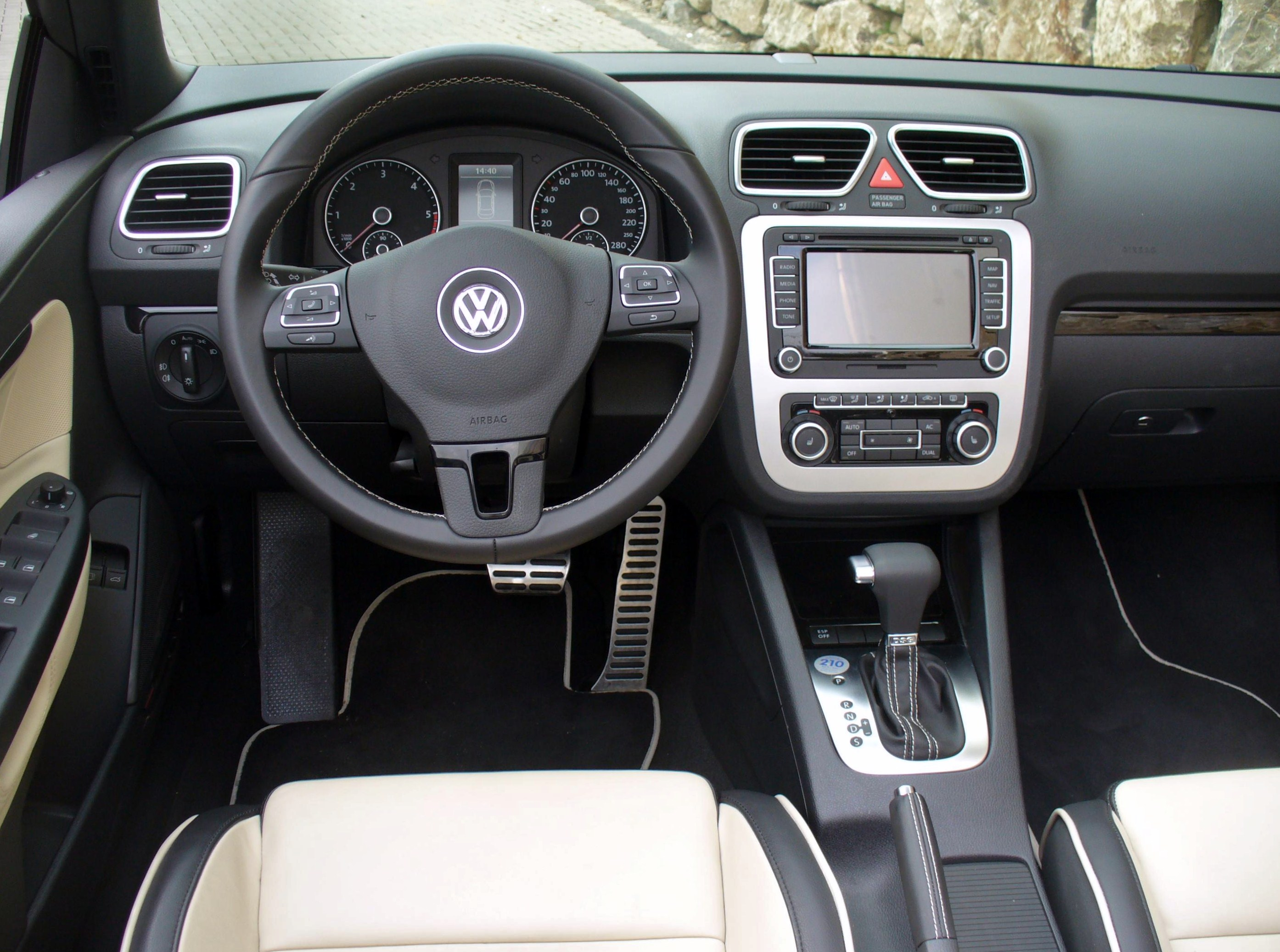
Interni

Omologata per 4 persone è di fatto una 2+2 nella quale i sedili posteriori rappresentano soltanto dei posti di "emergenza" per brevi tragitti anche se lo spazio per le gambe è generoso per una vettura di questa classe. Posteriormente si trova una presa 12 volts e un portaoggetti ma non sono presenti pulsanti per azionare i vetri e tanto meno luci di cortesia.
La capacità del bagagliaio è di 380 litri a vettura chiusa e di 205 litri a vettura aperta (diminuisce a causa del ripiegamento del tetto nel vano bagagli).
Il cofano in vetroresina del portabagagli posteriore è dotato di un sistema di chiusura assistita elettronicamente e contiene le varie antenne tra cui quelle della radio FM-AM, GSM (opzionale) e GPS (opzionale).
In opzione è disponibile un frangivento posteriore applicabile in pochi secondi fissandolo dietro i sedili anteriori con la funzione di proteggere dalle turbolenze. Questo però limita l'accesso ai posti dietro che così mettono a disposizione ulteriore spazio per i bagagli o come cuccia per dei cani, e quindi trasformando l'auto in una 2 posti secchi che ricorda quindi molto una spider. Il frangivento è costruito in alluminio e tessuto ed è facilmente ripiegabile e riponibile.
Posteriormente al centro fra i sedili vi è un passa-sci collegato con il bagagliaio e dotato di sacca protettiva e chiudibile a chiave (opzionale).
L'accesso ai sedili posteriori è facilitato da un sistema Easy-Entry con scorrimento in avanti dei sedili anteriori. Disponibile anche elettricamente come optional.

### Accessori
Come optional era disponibile un sistema Hi-Fi fornito dalla casa danese Dynaudio che comprendeva 10 altoparlanti e un amplificatore DSP multicanale della Panasonic posto sotto il sedile di guida per una potenza musicale di 600 watt RMS.
La zona della leva del cambio e cruscotto è lievemente illuminata da LED rossi posti nella plafoniera sovrastante che trasmette una calorosa atmosfera notturna.
Era disponibile con sovrapprezzo un sistema di allarme radar funzionante anche a tetto aperto.
Sempre in opzione era disponibile un ruotino di scorta alloggiato nel porta bagagli al posto di un kit riparazione pneumatici di serie.
Ulteriore opzione era il pacchetto "Light & Vision" caratterizzato dalla presenza di luci di cortesia aggiuntive nella zona piedi anteriore, luci ingombro nelle portiere, luci esterne sotto gli specchi retrovisori, e accensione fari a distanza "night security". Oltre un sistema tergivetro automatizzato da sensori pioggia, luci esterne a comando crepuscolare, e specchio retrovisore interno antiabbagliamento automatico comandato da sensore ottico.
Anche un gancio traino amovibile era disponibile fra gli optional, con un apposito coperchio mobile nella calandra posteriore. 
Un porta cellulare integrato prodotto dalla Bury appositamente per le Volkswagen, permette l'uso di un'unità telefonica mobile collegandola via Bluetooth in viva voce agli altoparlanti del sistema Hi-Fi, e tramite un apposito microfono nascosto nella plafoniera. Inoltre viene stabilita anche una connessione all'antenna GSM posta nello sportello del cofano posteriore.

### Edizioni speciali
La Eos White Night, letteralmente "Notte Bianca" è stata una edizione speciale con cerchi dedicati, interni neri personalizzati in un pacchetto colore in combinazione tra bianco e nero. Il corpo vettura bianco cangiante era accoppiato al tetto nero Deep Black Pearlescent con fanali di coda color rosso ciliegia a LED, e ruote Budapest da 18 pollici. Altre caratteristiche includevano i coperchi degli specchi neri come anche la mascherina del radiatore ed elementi decorativi. Neri anche i sedili in pelle Nappa, i rivestimenti laterali, il volante con cuciture di colore chiaro, le modanature e le finiture Radio invece in Bianco Candy. Altre caratteristiche includevano il climatizzatore Climatronic,  l'assetto sportivo abbassato di 15 mm e sedili anteriori riscaldabili.

### Curiosità

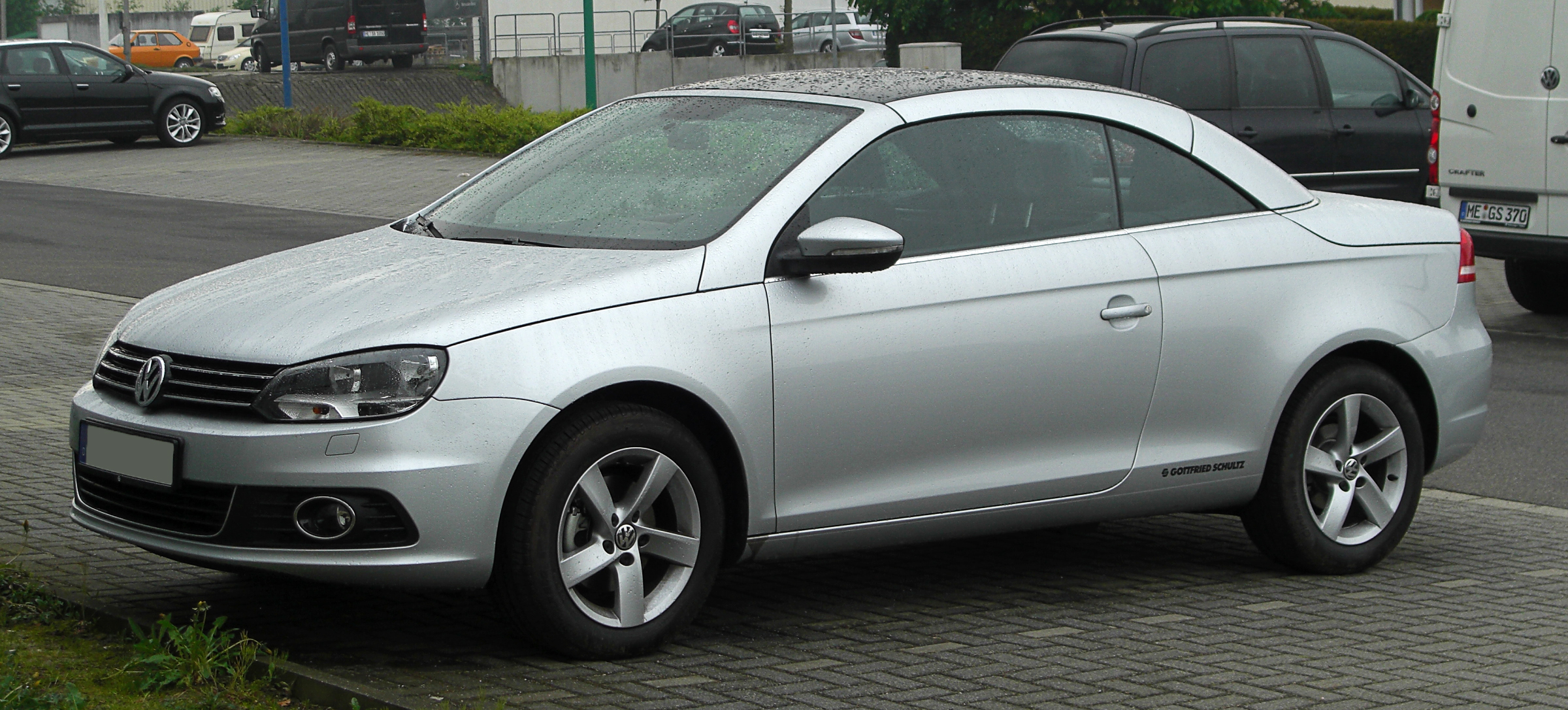
Restyling 2010

La Eos fu la prima coupé Volkswagen dopo quasi 10 anni. Modello antecedente fu la Corrado del 1995.

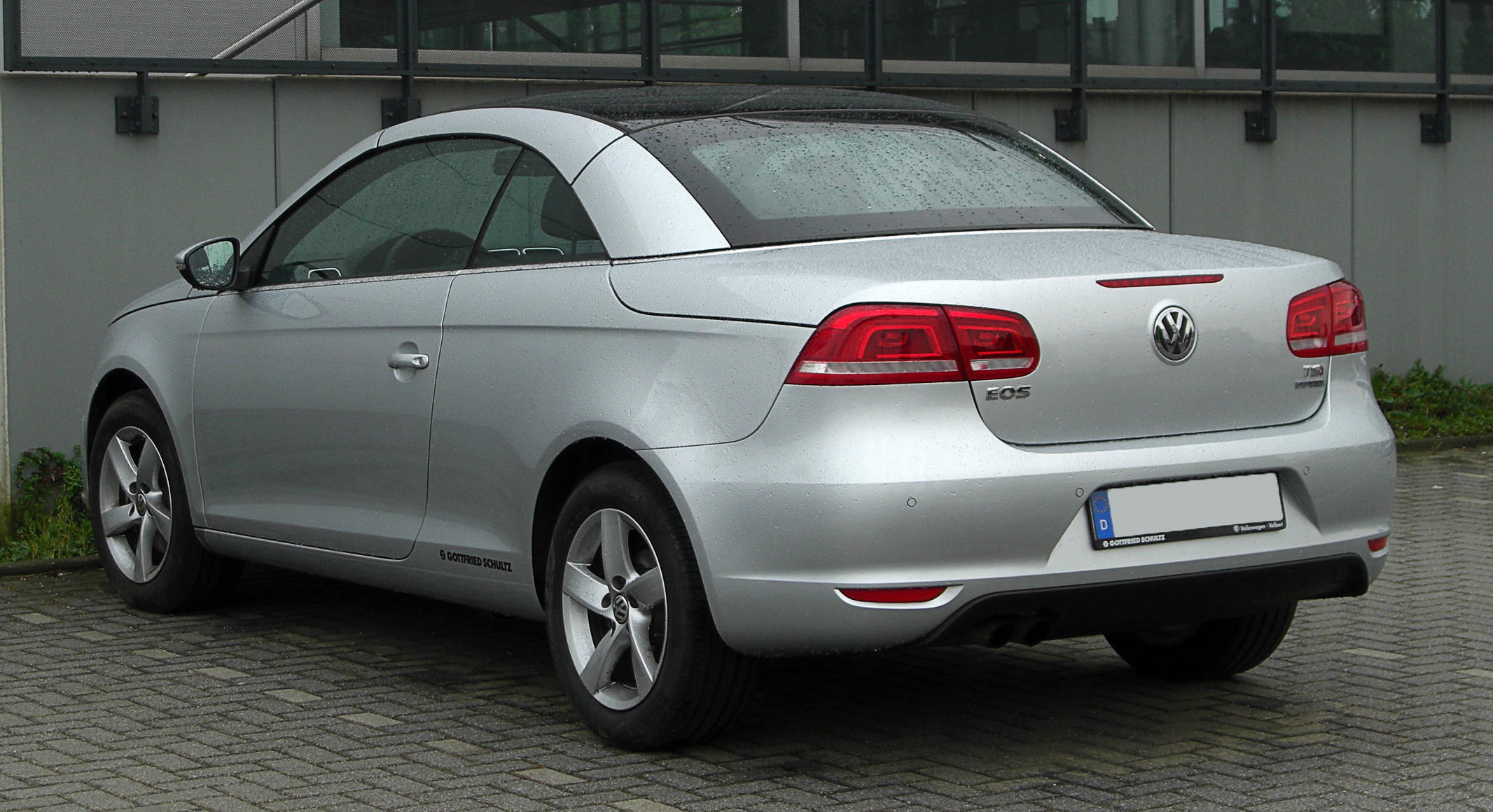
Vista posteriore

Una Eos rossa appare in varie sequenze nel film Vi presento i nostri interpretato da Robert De Niro e Ben Stiller.
La Eos dotata del motore 3.2/3.6 lt V6 monta due batterie da 6 volts accoppiate ed alloggiate nel portabagagli posteriore, questo per motivi di spazio e distribuzione dei pesi.
Un optional curioso era possibile avere dei gruppi ottici posteriori (a led) in colorazione "Rosso ciliegia" (amaranto) anziché il rosso tradizionale. L'optional terminò con l'avvento della serie nuova del 2011 in cui il design dei fanali venne cambiato.

### Motorizzazioni e trasmissioni
In Italia, al suo debutto, la Eos era disponibile in 4 motorizzazioni, di cui 3 a benzina e una a gasolio. Le 3 a benzina erano un 1.4 TSI con 122 CV oppure 160 CV, un 2.0 TSI con 200 CV e un 3.2 V6 da 250 CV. Il motore a gasolio era un 2.0 TDI da 140 CV. La 3.2 V6 era dotata del cambio automatico DSG a 6 rapporti, disponibile a richiesta sul 2.0 TSI e sul 2.0 TDI.
La nuova versione invece è stata ridotta a 2 motori, entrambi dotati della tecnologia a basse emissioni BlueMotion Technology: il 1.4 TSI da 122 CV e il 2.0 TDI da 140 CV. Su quest'ultimo è disponibile il cambio automatico DSG a 6 rapporti.
| Modello            | Disponibilità       | Motore  | Cilindrata (cm³) | Potenza         | Coppia Massima (Nm) | Emissioni CO2 (g/Km) | 0–100 km/h (secondi) | Velocità max (Km/h) | Consumo medio (Km/l) |
| 1.4 16V TSI        | dal 2007            | Benzina | 1390             | 90 Kw (122 Cv)  | 200                 | 144                  | 10.9                 | 198                 | 15.7                 |
| 1.4 16V TSI 160 Cv | dal 2008 al 2010    | Benzina | 1390             | 118 Kw (160 Cv) | 240                 | 159                  | 8.8                  | 215                 | 14.4                 |
| 1.6 16V FSI        | dal debutto al 2007 | Benzina | 1598             | 85 Kw (115 Cv)  | 155                 | 181                  | 11.9                 | 192                 | 12.5                 |
| 2.0 16V FSI        | dal debutto al 2008 | Benzina | 1984             | 110 Kw (150 Cv) | 200                 | 198                  | 9.8                  | 210                 | 11.0                 |
| 2.0 16V TFSI       | dal debutto al 2009 | Benzina | 1984             | 147 Kw (200 Cv) | 280                 | 194                  | 7.8                  | 232                 | 11.3                 |
| 2.0 16V TSI 210 Cv | dal 2009 al 2010    | Benzina | 1984             | 155 Kw (211 Cv) | 280                 | 167                  | 7.8                  | 236                 | 13.2                 |
| 3.2 V6 DSG         | dal 2007 al 2009    | Benzina | 3189             | 184 Kw (250 Cv) | 320                 | 219                  | 7.3                  | 247                 | 10.2                 |
| 3.6 V6 DSG         | dal 2009 al 2010    | Benzina | 3597             | 191 Kw (260 Cv) | 350                 | 214                  | 6.9                  | 250                 | 10.2                 |
| 2.0 TDI DPF        | dal debutto         | Diesel  | 1968             | 103 Kw (140 Cv) | 320                 | 139                  | 10.3                 | 204                 | 18.3                 |

## Produzione
La Eos era prodotta nello stabilimento Automóveis Autoeuropa della Volkswagen a Quinta do Anjo - Palmela, Portogallo. La produzione è iniziata nel 2005, sebbene le prime consegne sono slittate di alcuni mesi a causa di alcuni problemi legati alla rumorosità. A maggio del 2015 termina la produzione e non è previsto un seguito di modello sostitutivo nel prossimo futuro.